# Dru Berrymore
Nicole Hilbig (Berlín, 11 de agosto de 1969) es una actriz pornográfica alemana conocida como Dru Berrymore.

## Biografía
Nicole Hilbig, primero trabajó como escenógrafa en Los Ángeles, antes de comenzar su carrera en la Lucha Libre erótica y table dance. Después Nicole en los EE. UU. a comienzos de la década de 1990 acreditada como Dru Berrymore(su nombre artístico), volvió a Alemania, y actuó junto a  Helen Duval en la misma serie porno. En 2004 recibió, junto con Steven St. Croix, AnneMarie, Taylor St. Clair, Savanna Samson, Dale DaBone y Mickey G un Premio AVN por la Mejor Escena de Sexo.
Nicole Hilbig también tuvo pequeños papeles en producciones de Estados Unidos como Baywatch y Die Hard 2. Además, tuvo una breve aparición en la película de David Lynch Carretera perdida. En Alemania, apareció en el reportaje de televisión Wa(h)re Liebe de VOX para un público más amplio.
Actualmente, ella intenta, además de la promoción de jóvenes talentos, la comercialización directa a través de su sitio web. Inicialmente comenzó como un experimento sexual con servicios de acompañantes por todo el mundo y, también con una distribuidora después de ser guionista.
Su seudónimo Dru Berrymore se debe a su semejanza con la actriz Drew Barrymore.
Tuvo un pequeño papel en la película Lost Highway de David Lynch, donde se le acredita como "Rubia en las Escaleras".

## Premios
- 2004 Premio AVN por "Mejor actriz secundaria" en Heart of Darkness.[3]
- 2004 Premio AVN por "Mejor escena grupal de sexo" en Looking In.[3]
- 2004 Premio AVN por "Mejor escena grupal de sexo de mujeres" en Snakeskin.[3]